# Ilse Koehn
 (janvier 2015).
Si vous disposez d'ouvrages ou d'articles de référence ou si vous connaissez des sites web de qualité traitant du thème abordé ici, merci de compléter l'article en donnant les références utiles à sa vérifiabilité et en les liant à la section « Notes et références ».
Ilse Koehn (Berlin, août 1929 - 8 mai 1991) est une écrivaine américaine d'origine allemande. Elle a publié deux œuvres autobiographiques, Mon enfance en Allemagne nazie et Tilla, témoignage relatif à l'histoire de l'Allemagne dans l'entre-deux guerres puis pendant la guerre

## Biographie
Elle raconte dans Mon enfance en Allemagne nazie, le témoignage de son enfance au cours de la Seconde Guerre mondiale.
Après la guerre, elle étudie le graphisme et l'illustration, et travaille pour des magazines allemands.
En 1958, elle quitte l'Allemagne et rejoint les États-Unis, où elle devient directrice artistique de deux agences de publicité.
Elle s'est également mise à la peinture. Depuis 1968, elle illustre et conçoit des livres.
Elle reste aux États-Unis avec son mari et sa fille Kyle jusqu'à sa mort le 8 mai 1991,.

## Mon Enfance en Allemagne nazie
Mon enfance en Allemagne nazie a été écrite en anglais par l’écrivaine et illustratrice Ilse Koehn (1929-1991) sous le titre Mischling, Second Degree. Il paraît en 1977 aux États-Unis et en 1981 en France. Ilse Koehn y livre un récit autobiographique revenant principalement sur les années qu’elle a vécues sous le régime nazie, entre 1937 et 1945.
Il sera d’abord question du point de vue original sur la « vie à l’arrière », lors de la Seconde Guerre mondiale, qu’est celui d’une jeune fille de 8 à 16 ans, allemande, non juive mais ayant une grand-mère juive – d’où le titre anglais et le culte du secret dans lequel elle évolue –, et issue d’une famille fortement antinazie. Grâce à lui, le lecteur, notamment français, peut se faire une bonne idée de l’impact de la guerre sur la société allemande, mais aussi sur le monde de l’enfance. Ilse évoluant au sein des Jeunesses hitlériennes, dotée en outre d’un vif esprit, donne au lecteur un bon aperçu de ces organisations, mais aussi de l’hypocrisie et du mensonge qui règnent au sein du régime nazi, qui constitueront le second temps de l’étude. Puis il sera question plus spécifiquement du culte du secret auquel est contrainte de se soumettre Ilse. Dans un quatrième temps nous aborderons les spécificités de la jeune fille, qui démontre, tout au long du récit, des qualités exceptionnelles – dont le corollaire est peut-être un sentiment de solitude exacerbé, sur lequel se penchera le cinquième axe. Enfin, nous terminerons l’analyse en étudiant l’humour et la légèreté qui traversent l’œuvre en dépit ou en raison de l’horreur des évènements.